# Медаль «Воїну-інтернаціоналісту від вдячного афганського народу»
Медаль «Воїну-інтернаціоналісту від вдячного афганського народу» (пушту مډال د مننې وړ افغان ولس څخه نړیوال جنګیالي ته) — державна нагорода Демократичної Республіки Афганістан. Вручалася представниками афганської адміністрації військовослужбовцям, які проходили службу в лавах Обмеженого контингенту радянських військ в Афганістані. Прямий аналог нагород південнов'єтнамського уряду, які вручали американським військовослужбовцям, що перебували в країні. Після виведення радянських військ з Афганістану легітимною військовою нагородою (яка дає підставу на отримання певного статусу, пільг тощо) є лише на пострадянському просторі.

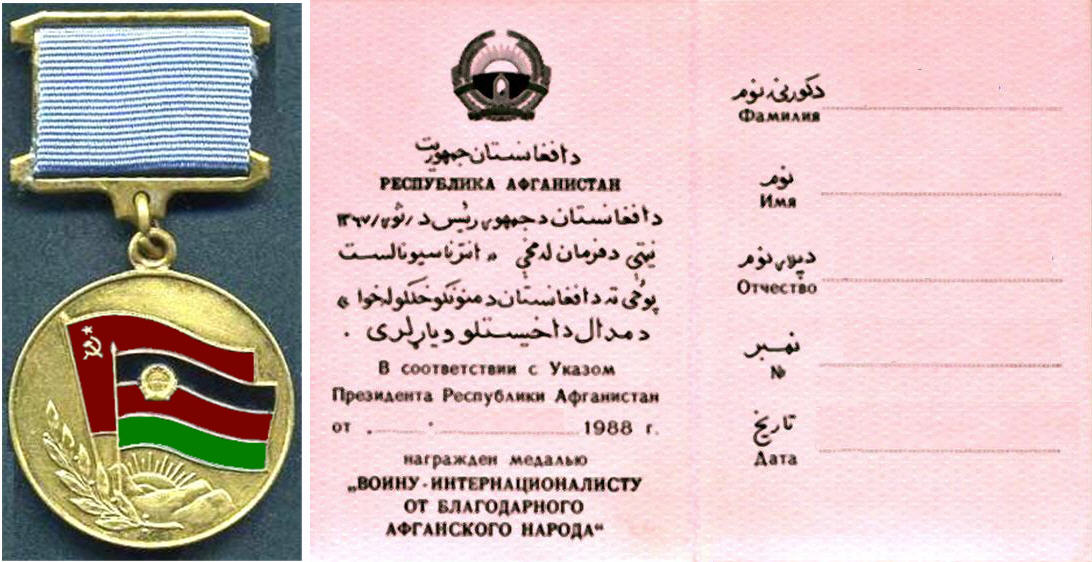
Медаль з посвідченням

## Історія
Указ про заснування медалі підписано 15 травня 1988 року, в день, коли почалося виведення перших військових частин із Джелалабада.

## Опис
Медаль виготовлено з латуні. На аверсі — прапор Афганістану, накладений на прапор СРСР. Древка прапорів упираються в композицію з гір, над якими сходить сонце. Від гір по колу покладено маслинову гілку.
На реверсі в центрі напис: ОТ БЛАГОДАРНОГО АФГАНСКОГО НАРОДА (укр. від вдячного афганського народу) у чотири рядки, нижче по колу напис повторюється мовою пушту.
Медаль за допомогою вушка і овальної ланки з'єднується з прямокутною колодкою, яка має з боків виїмку. Ширина колодки — 29 мм, Висота — 25 мм (включно з нижнім виступом). Уздовж основи колодки йдуть прорізи, внутрішня її частина покрита шовковою муаровою стрічкою блакитного кольору шириною 24 мм. Колодка має на зворотному боці закрутку для прикріплення медалі до одягу.